# J Soul Brothers (J Soul Brothers專輯)
J Soul Brothers是於2009年2月25日發售的二代目 J Soul Brothers正式出道專輯。

## 概要
二代目 J Soul Brothers的正式出道專輯。連初代J Soul Brothers在內，今次是首次發行專輯。
此CD收錄包括有由獨立音樂時期所發售的單曲、EXILE「Lovers Again」、(初代) J Soul Brothers的「Fly away」的翻唱歌及「GENERATION」。
「CD+DVD」、「CD ONLY」及包括初回盤版本等共存在4個形態發售、「CD+DVD」及「CD ONLY」版本的封面不相同。
初回盤限定的特典、CD包括通常盤所收錄曲了額外2首歌、而DVD的通常盤側收錄了其他影像，包括與EXILE合作的歌曲「24karats」的演唱會影像及後台影像、及有由這組合至正式出道為止的紀錄片段。
為記念舉行的巡迴演唱會「二代目J Soul Brothers VS 三代目J Soul Brothers Live Tour 2011 ～EXILE TRIBE～」，於2011年6月15日至8月31日期間以同專輯的初回限定豪華盤以期間限定生産盤方式復活。包裝上的記載資料有一部份更改，不過收錄内容與2009年所發售的商品內容一樣。

## 收錄歌曲

### DISC1(CD)
1. J.S.B. Is Back
(作詞・作曲：Nao'ymt)
第一張獨立製作單曲「WE!」的B面曲。
2. WE!
(作詞：michico / 作曲：T.Kura, michico / 編曲：T.Kura)
第一張獨立製作單曲。
3. FREAKOUT!
(作詞・作曲・編曲：STY)
第二張獨立製作單曲。
4. IT'S ALRIGHT
(作詞・作曲・編曲：lil' showy)
第三張獨立製作單曲「Be On Top」的B面曲。
5. let it go
(作詞・作曲・編曲：HIRO (Digz, inc))
第二張獨立製作單曲「FREAKOUT!」的B面曲。
6. My Babygirl
(作詞：STY / 作曲・編曲：lil' showy)
7. My Place
(作詞：NESMITH / 作曲・編曲：Hitoshi harukawa)
第四張獨立製作單曲。
8. Fly Away
(作詞・作曲：SASA / 編曲：Yuta Nakano)
初代J Soul Brothers的歌曲、及第三張單曲的B面曲。
9. Be On Top
(作詞：michico / 作曲：T.Kura, michico / 編曲：T.Kura)
第三張獨立製作單曲。
10. FASTER, DEEPER, HARDER feat. DOBERMAN INC
(作詞：michico, P-CHO, GS, KUBO-C, TOMOGEN / 作曲：T.Kura, michico, Tak Nakazawa / 編曲：T.Kura)
11. Make It Real
(作詞・作曲：Nao'ymt)
第四張獨立製作單曲「My Place」的B面曲。
12. Lovers Again
(作詞：Kiyoshi Matsuo / 作曲：Jin Nakamura / 編曲：UTA for TinyVoice, Production)
翻唱EXILE的歌曲
13. Last Love Song
(作詞：ATSUSHI, michico / 作曲：ATSUSHI, T.Kura / 編曲：T.Kura)
14. GENERATION
(作詞：Kenn Kato / 作曲：作曲：BACH LOGIC, ERIK LIDBOM / 編曲：BACHLOGIC)
15. 24karats feat. J Soul Brothers and DOBERMAN INC / EXILE
初回盤限定特典的附加曲。
這版本與EXILE的單曲「The Birthday ～我愛你～」所收錄的版本一樣。
16. My Buddy part.II / EXILE TAKAHIRO + NESMITH, SHOKICHI (J Soul Brothers)
初回盤限定特典的附加曲。
EXILE的主唱 TAKAHIRO與J Soul Brothers的主唱 NESMITH, SHOKICHI所合唱的樂曲。
「EXILE ENTERTAINMENT BEST」所收錄的樂曲的續編。

### DISC2(DVD)
〔Video Clip〕
- WE!
- FREAKOUT!
- Be On Top
- My Place
- GENERATION

〔Making〕
- WE!
- FREAKOUT!
- Be On Top
- My Place
- GENERATION

初回盤限定特典
- 24karats -EXILE LIVE TOUR“EXILE PERFECT LIVE 2008”- at TOKYO DOME 〔LIVE影像〕
- 24karats -EXILE LIVE TOUR“EXILE PERFECT LIVE 2008”- 〔Backstage影像〕
- J Soul Brothers - Document 〔Special影像〕

## 商業搭配
- Be On Top - 日本電視台劇集「越狱III」主題曲
- My Place - 東京電視台「嘉納杯 柔道World Grand Prix」主題歌
- GENERATION - 日本電視台 『EXILE GENERATION』主題歌